# Championnat de Taïwan de football 2016-2017
Navigation
Saison précédente Saison suivante
La saison 2016-2017 du Championnat de Taïwan de football est la trente-troisième édition du championnat national, la Urban League. Les huit clubs participants sont regroupés au sein d'une poule unique où ils s'affrontent à quatre reprises. À l'issue de la saison, les deux premiers se qualifient pour la finale nationale, les 3e et 4e jouent un match de classement tandis que les deux derniers du classement final doivent disputer une poule de promotion-relégation face à deux équipes de division inférieure.
C'est le club de Taipei City Tatung qui est sacré cette saison après avoir battu en finale le tenant du titre, Taiwan PCFC. C'est le cinquième titre de champion de Taïwan de l'histoire du club.

## Les clubs participants
- Taipower
- Taipei City Tatung
- Ming Chuan University FC
- NSTC FC
- Hang Yuen FC - Promu de D2
- Taiwan Sports University FC
- Tainan City FC - Promu de D2
- Royal Blues FC

## Compétition
Le classement est établi sur le barème de points classique (victoire à 3 points, match nul à 1, défaite à 0). Pour départager les égalités, on tient d'abord compte des confrontations directes, de la différence de buts générale, puis du nombre de buts marqués.

### Poule de promotion-relégation
Trois semaines avant le début du championnat, les deux derniers du classement final de la saison précédente affrontent deux formations de deuxième division afin de déterminer la huitième équipe engagée en Urban League. Les deux premiers de la poule obtiennent le droit de s'engager en championnat. Air Source Utilities FC ne dispute pas les rencontres et cède sa place à une formation de D2, Hang Yuen FC.
| Rang | Équipe                   | Pts | J | G | N | P | Bp | Bc | Diff |  | Résultats (▼ dom., ► ext.) | Tch | RBl | Tna |
| ---- | ------------------------ | --- | - | - | - | - | -- | -- | ---- |  | -------------------------- | --- | --- | --- |
| 1    | Tainan City FC (D2)      | 4   | 2 | 1 | 1 | 0 | 3  | 1  | +2   |  | Tainan City FC (D2)        |     |     | 2-0 |
| 2    | Hang Yuen FC (D2)        | 2   | 2 | 0 | 2 | 0 | 2  | 2  | 0    |  | Hang Yuen FC (D2)          | 1-1 |     |     |
| 3    | Ilan County FC (D2)      | 1   | 2 | 0 | 1 | 1 | 1  | 3  | -2   |  | Ilan County FC (D2)        |     | 1-1 |     |
| 4    | Taichung City FC forfait |     |   |   |   |   |    |    |      |  |                            |     |     |     |

### Classement
| Rang | Équipe                      | Pts | J  | G  | N | P  | Bp | Bc  | Diff |
| ---- | --------------------------- | --- | -- | -- | - | -- | -- | --- | ---- |
| 1    | Kaohsiung County TaipowerT  | 68  | 28 | 21 | 5 | 2  | 96 | 19  | +77  |
| 2    | Taipei City Tatung          | 67  | 28 | 21 | 3 | 4  | 87 | 32  | +55  |
| 3    | Taiwan Sports University FC | 45  | 28 | 13 | 6 | 9  | 46 | 36  | +10  |
| 4    | Hang Yuen FCP               | 39  | 28 | 11 | 6 | 11 | 55 | 60  | -5   |
| 5    | NSTC FC                     | 38  | 28 | 11 | 5 | 12 | 47 | 55  | -8   |
| 6    | Royal Blues FC              | 31  | 28 | 9  | 4 | 15 | 55 | 63  | -8   |
| 7    | Ming Chuan University FC    | 20  | 28 | 5  | 5 | 18 | 43 | 82  | -39  |
| 8    | Tainan City FC P            | 10  | 28 | 2  | 4 | 22 | 28 | 110 | -82  |

|  | Qualification pour la finale pour le titre       |
|  | Qualification pour le match de classement        |
|  | Participation à la poule de promotion-relégation |
|  | T : Tenant du titre P : Promu de D2              |

### Phases finale

#### Match pour le titre
| Équipe 1                  | Résultat | Équipe 2           | Aller | Retour |
| ------------------------- | -------- | ------------------ | ----- | ------ |
| Kaohsiung County Taipower | 1 - 1e   | Taipei City Tatung | 1 - 1 | 0 - 0  |

#### Match de classement
| Équipe 1     | Résultat | Équipe 2                    | Aller | Retour |
| ------------ | -------- | --------------------------- | ----- | ------ |
| Hang Yuen FC | 5 - 2    | Taiwan Sports University FC | 2 - 0 | 3 - 2  |

## Bilan de la saison
| Championnat de Taïwan de football 2016-2017 |                               |
| Champion                                    | Taipei City Tatung (5e titre) |
| Coupes et trophées                          |                               |
| Vainqueur de la Coupe de Taïwan 2016-2017   | Non disputée                  |
| Qualifications continentales                |                               |
| Coupe de l'AFC 2018                         | Hang Yuen FC                  |
| Promotions et relégations                   |                               |
| Promus en Urban League                      | FC Taicheng                   |
| Relégués                                    | Ming Chuan University FC      |